# Abbaye de Aguiar
L'abbaye Santa Maria de Aguiar est une ancienne abbaye cistercienne située au Portugal, dans la commune de Figueira de Castelo Rodrigo (district de Guarda). Fondée ou devenue cistercienne en 1170, elle est fermée en 1834 par l'extinction des ordres religieux (pt).

## Localisation

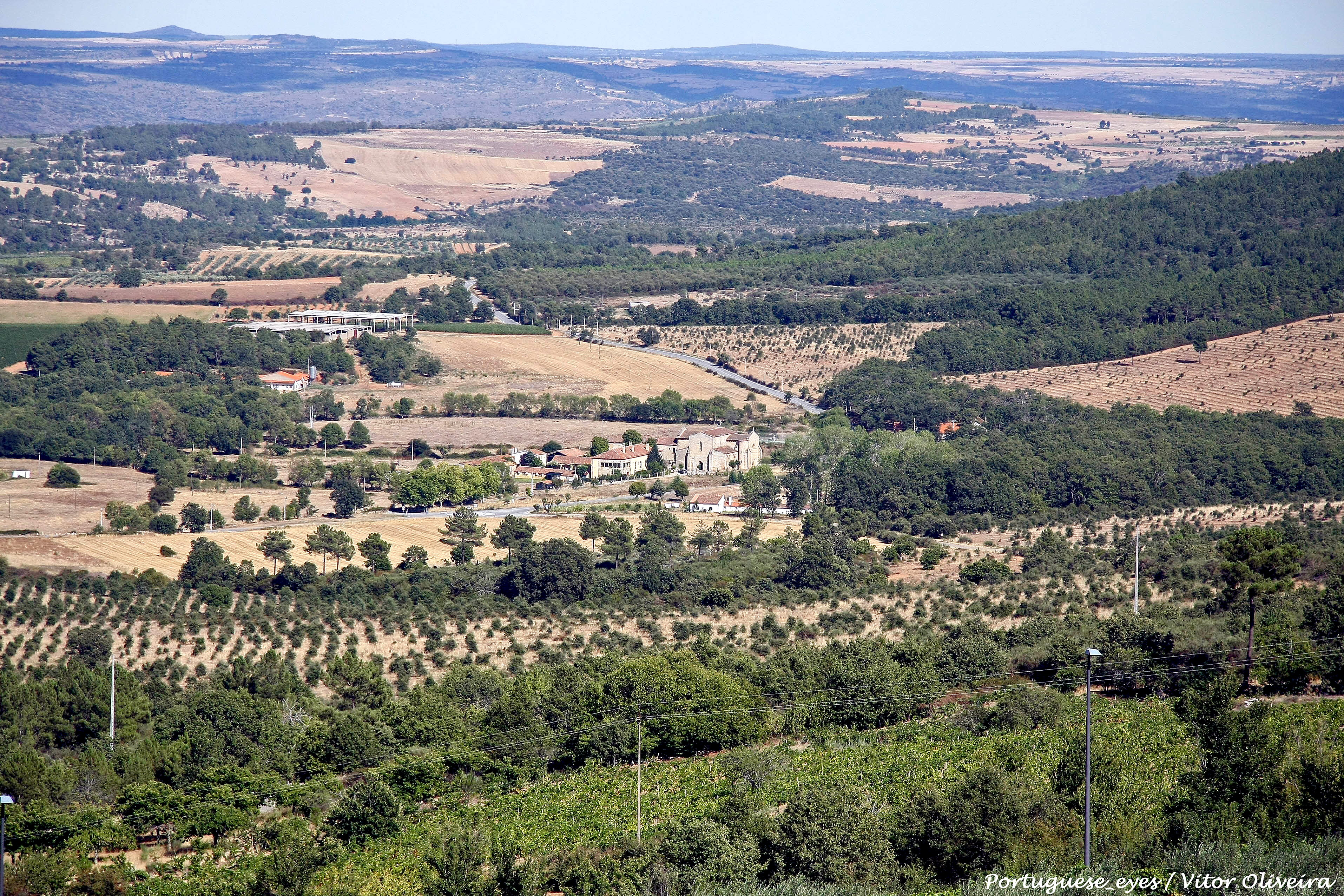
Le site de l'abbaye de Aguiar (visible au centre de la photographie).

L'abbaye est implantée au cœur d'une région vallonnée réputée pour sa fertilité. Elle est plus précisément située à Riba-Côa, près du village de Castelo Rodrigo.

## Historique

### Fondation
L'hypothèse généralement retenue est que l'abbaye était initialement bénédictine. En 1170, le monastère devient cistercien. Deux chartes témoignent en tout cas de l'existence du monastère, l'une  Ferdinand II de León en 1165 et l'autre d'Alphonse Ier en 1174. À ses tout débuts, l'abbaye est située dans les collines ; mais le site actuel, dans la plaine, paraît plus favorable et est définitivement choisi par les moines,.
Dans la filiation cistercienne, la maison-mère d'Aguiar fait débat. La filiation généralement retenue est celle de Moreruela, toutefois l'abbaye est parfois placée dans la filiation de Valparaíso (de) ; certains auteurs estiment même qu'elle aurait pu faire partie de la filiation de l'abbaye française de Boulbonne.

### Prospérité
De nombreux dons et privilèges accordés par les rois de León permettent à l'abbaye de se développer rapidement, après une première période difficile. L'apogée de l'abbaye advient à la fin du XIIIe siècle. Au début du XIVe siècle, le monastère est taxé à hauteur de 210 livres. L'abbaye passe pour avoir été le principal centre de développement agricole, culturel et religieux de la région. Elle sert également probablement de lieu d'étape pour les pèlerins de Compostelle,.

### Décadence
Toutefois les guerres de la Reconquista laissent l'abbaye exsangue, ce qu'exprime en 1459 l'abbé Nuno Álvares au pape Pie II dans une lettre. La mise en place de la commende aggrave encore cette pauvreté spirituelle et matérielle. En particulier, le gouvernement de João Ferrão et de son fils Álvaro Ferrão, qui reste à lui seul en poste durant soixante-quatre ans, est désastreux pour la communauté. Álvaro Ferrão reçoit en 1553 une visite de l'abbé de Clairvaux, Jérôme Souchier, mais ne met pas en œuvre les prescriptions requises par ce dernier. Il faut attendre la mort de l'abbé commendataire en 1589 pour que l'abbaye soit autorisée à rejoindre la Congrégation d'Alcobaça.
Au XVIIe siècle, Bernardo de Brito passe les dernières années de sa vie à l'abbaye de Aguiar et y meurt en 1617.

### LeXIXesiècle
Lors des invasions françaises du Portugal, l'abbaye est utilisée comme hôpital militaires par les troupes anglaises, mais elle est ruinée par les combats. Puis, en 1834, l'abbaye est fermée de force par l'extinction des ordres religieux (pt),.

## Architecture

### L'abbatiale
L'église abbatiale est dotée d'un plan en croix latine, à nef flanquée de deux bas-côtés, dotée d'un transept et d'un chœur. Elle s'inspire de l'abbatiale de La Prée, dans le Berry. Le chœur originel de type cistercien a été modifié lors du XXe siècle par l'adjonction de deux absides créant un chevet tripartite.

L'extérieur de l'abbatiale
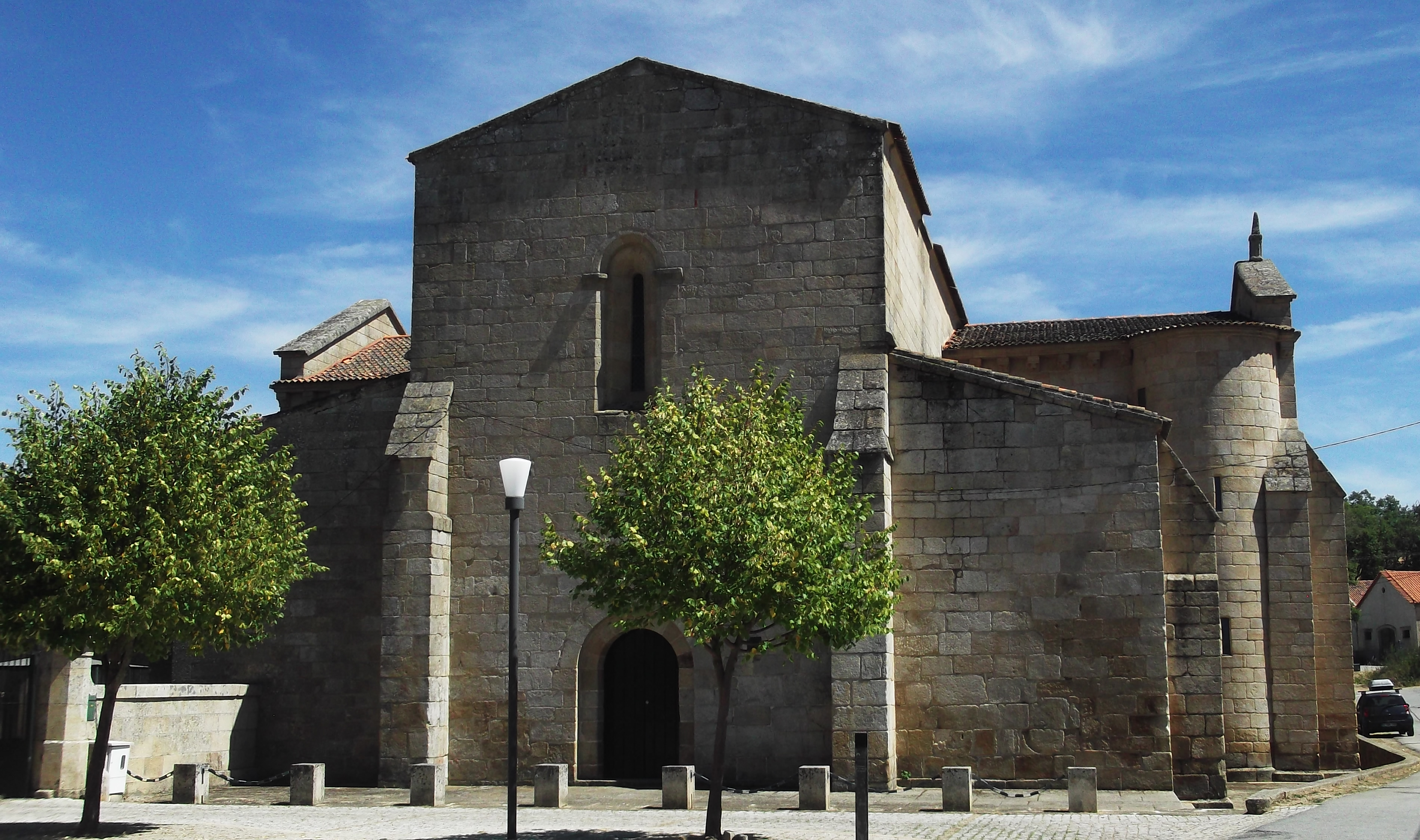
Le portail occidental de l'église.
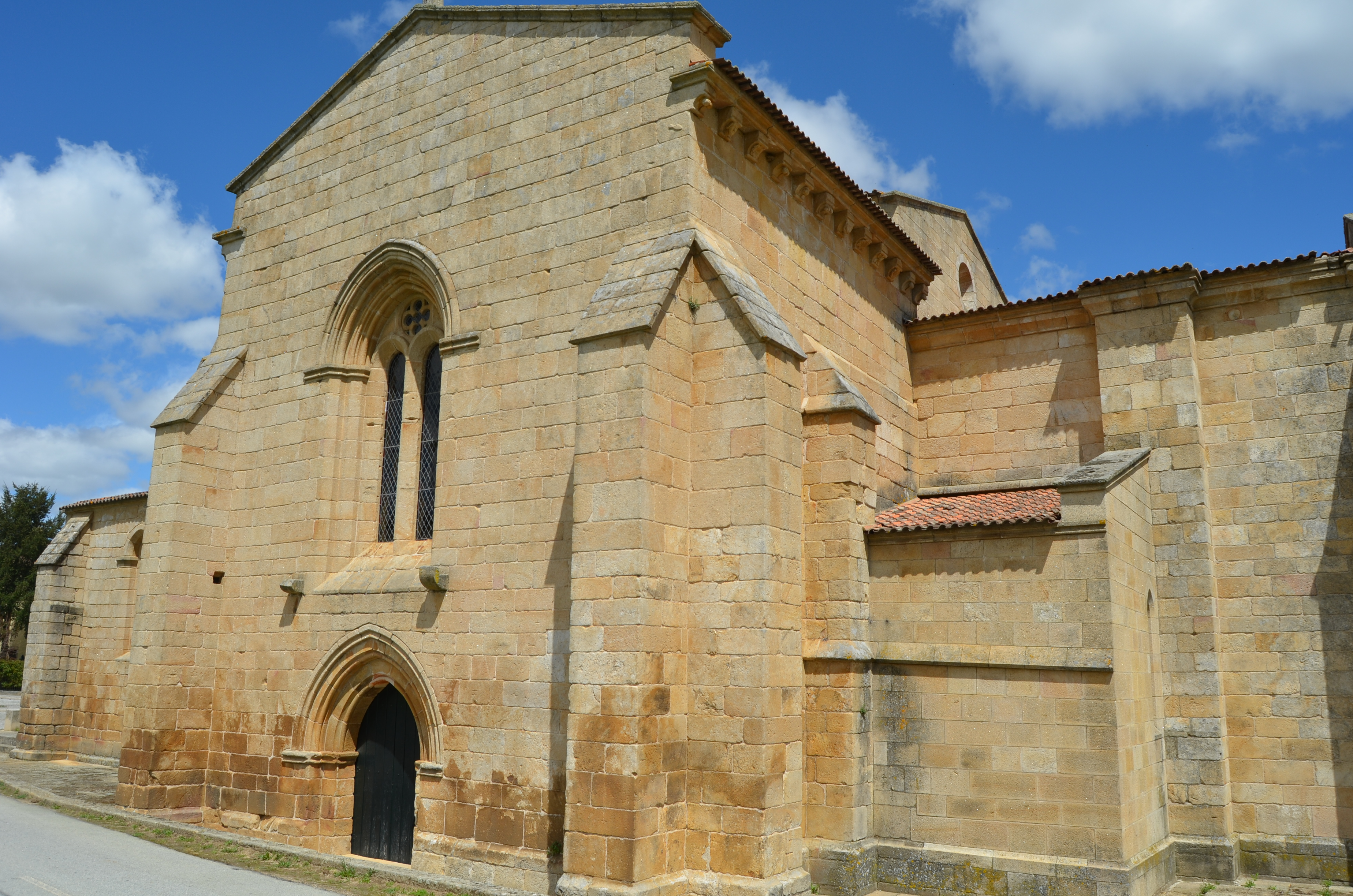
La façade méridionale du transept de l'église abbatiale.
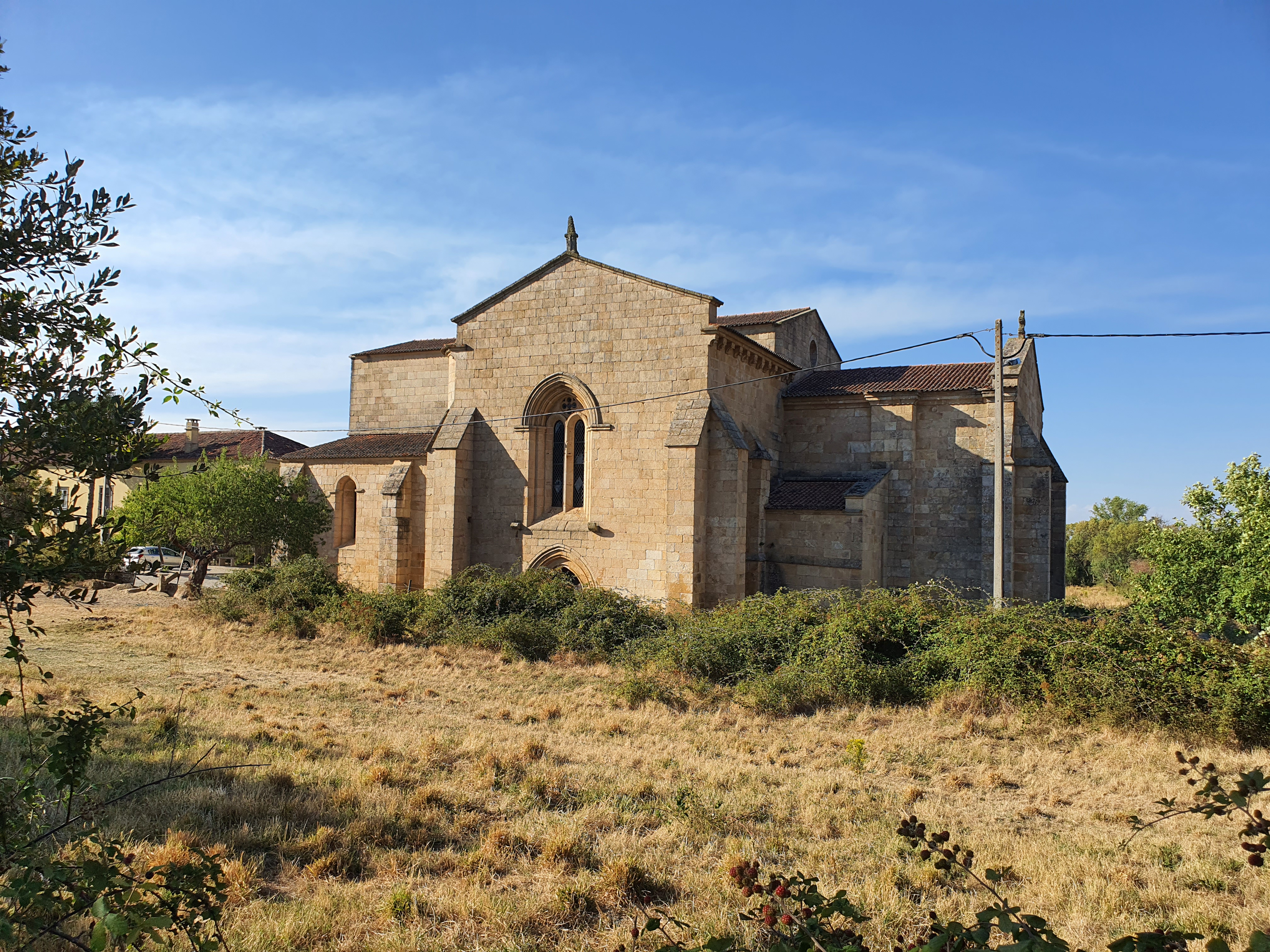
Vue générale du chevet depuis le côté oriental.
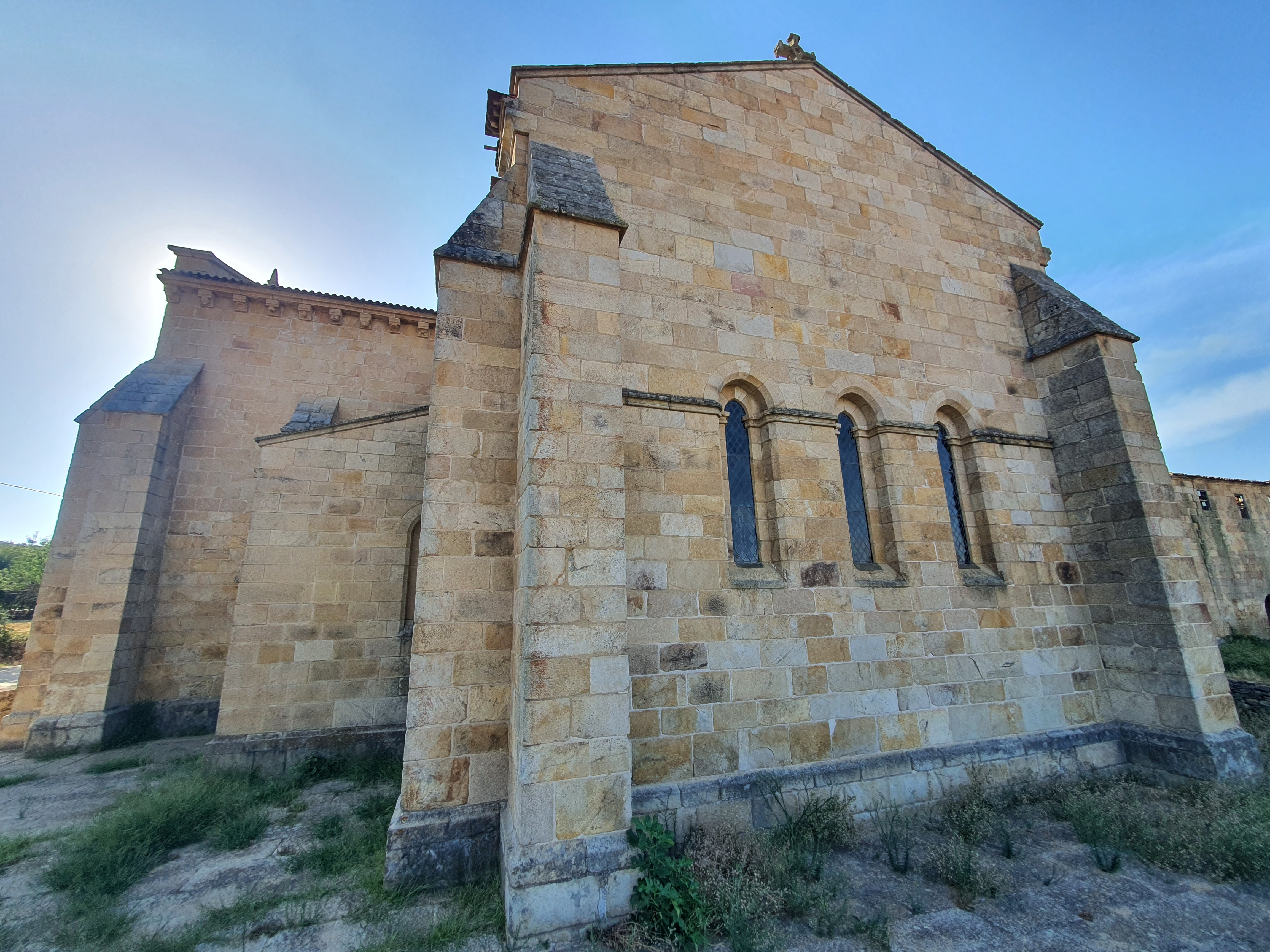
Vue rapprochée de l'abside principale du chevet.

La nef, voûtée en ogives, est séparée en deux parties par un arc médian surbaissé. Le portail principal de l'église est quant à lui en plein cintre, sans décoration. Conçu lors de la transition entre architectures romane et gothique, le bâtiment illustre cette période de transition.

La structure intérieure de l'abbatiale
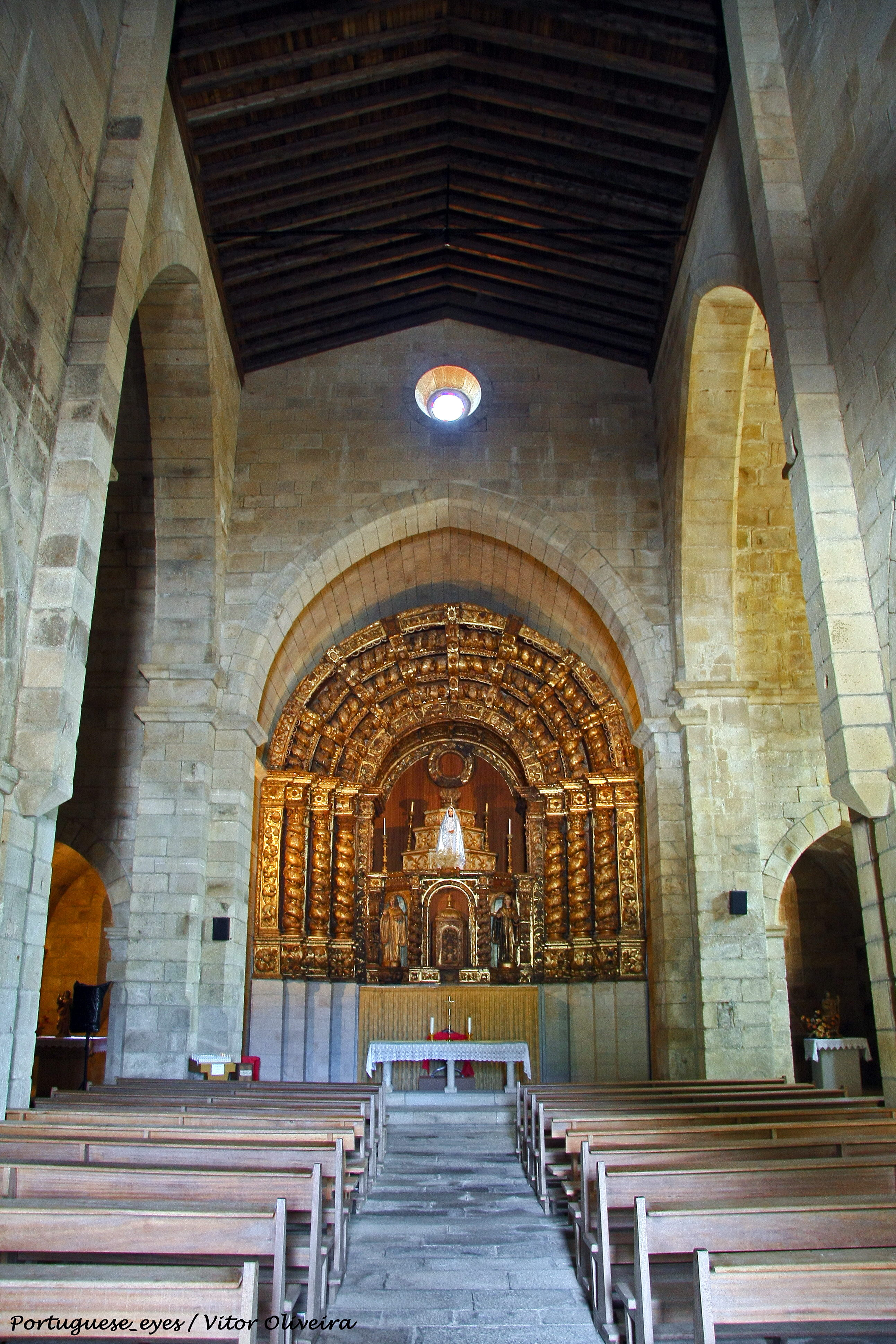
L'intérieur de l'abbatiale.
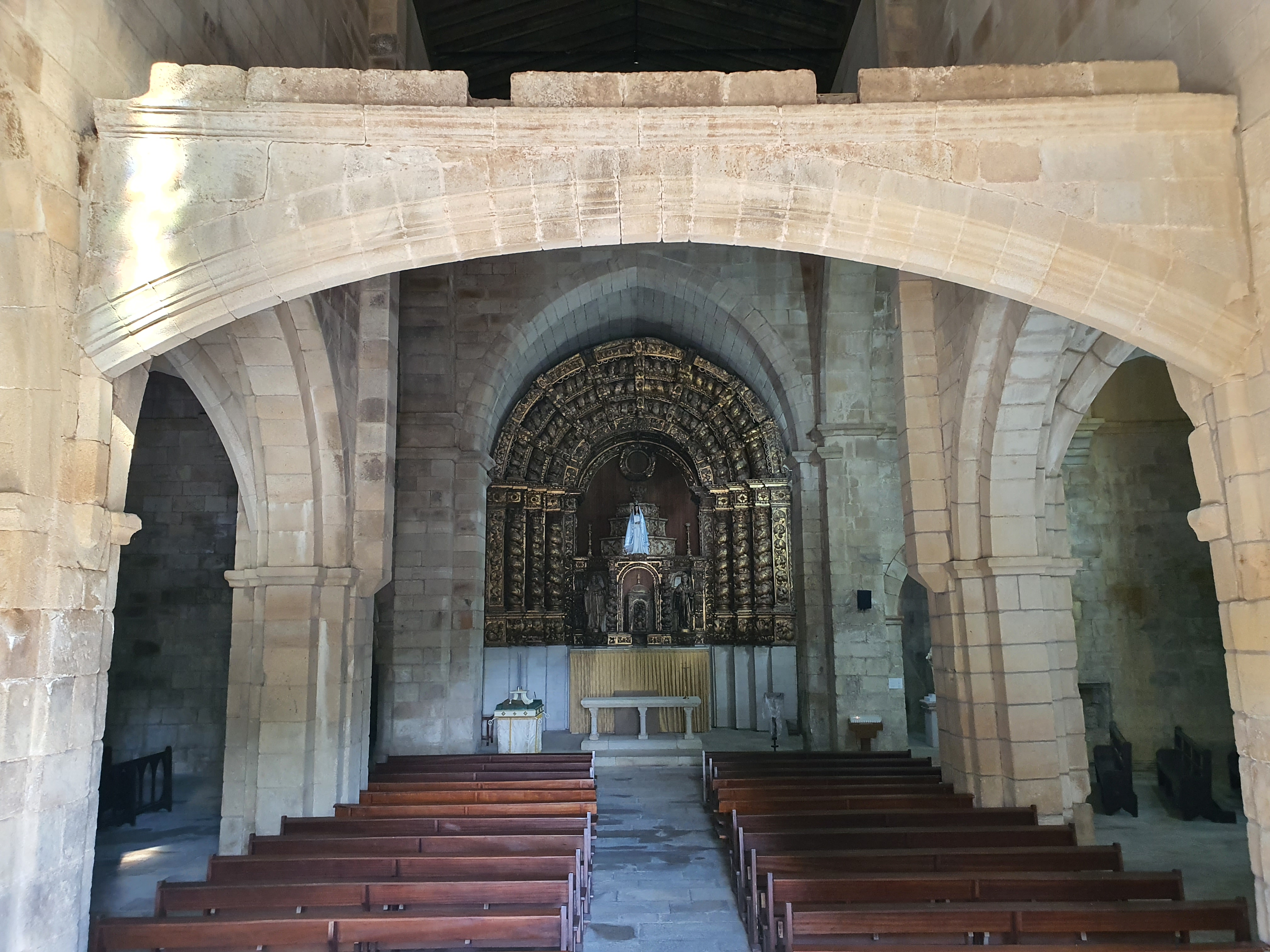
L'arc central de la nef.
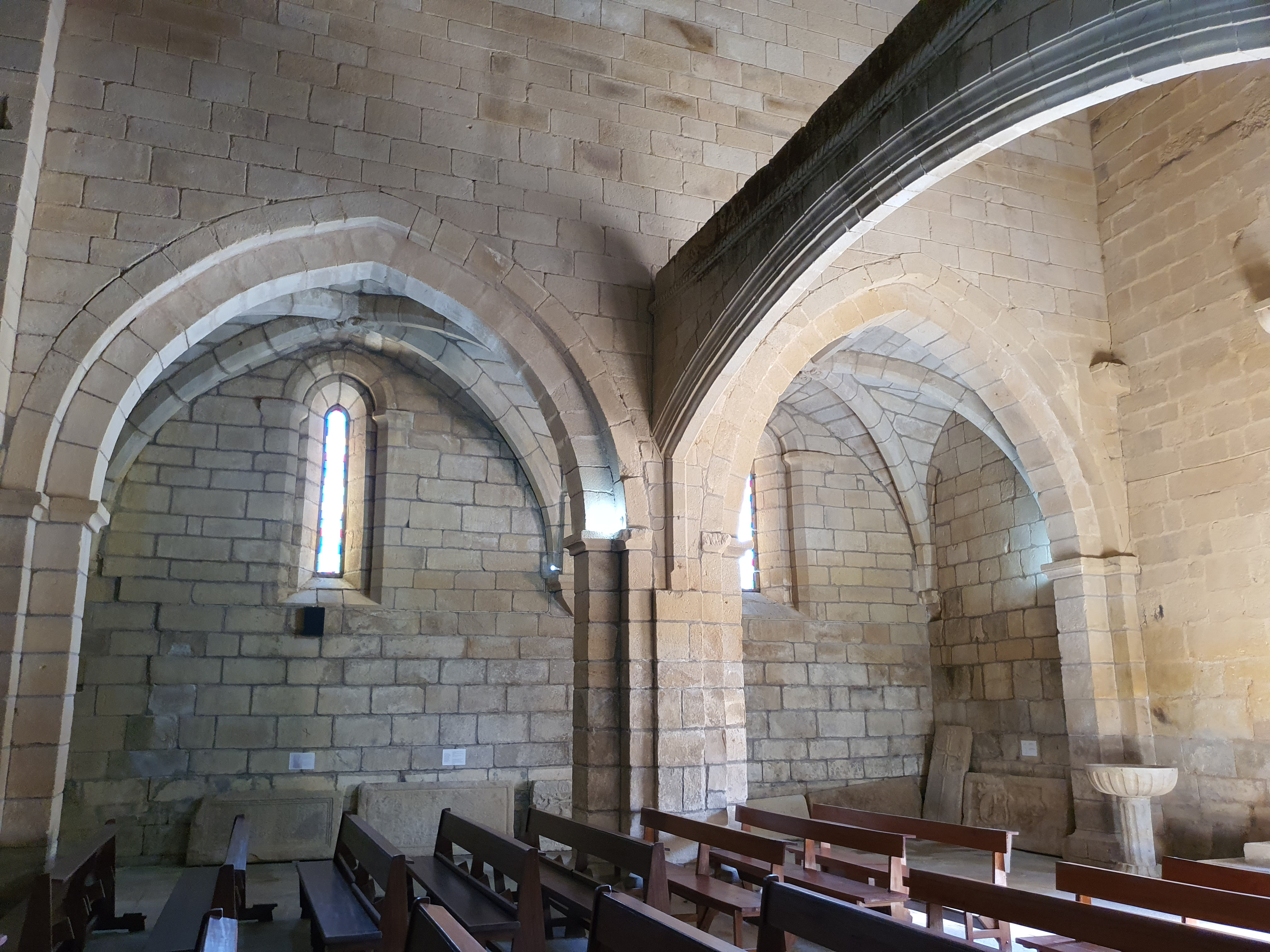
Les deux premières travées de la nef et du bas-côté droit.

L'église est ornée d'un retable monumental de style national. Celui-ci excepté, l'église est presque dépourvue d'ornements, sauf quelques interventions mineures datant surtout du XVIe siècle, en particulier la porte manuéline menant du transept à la sacristie.

La décoration de l'église
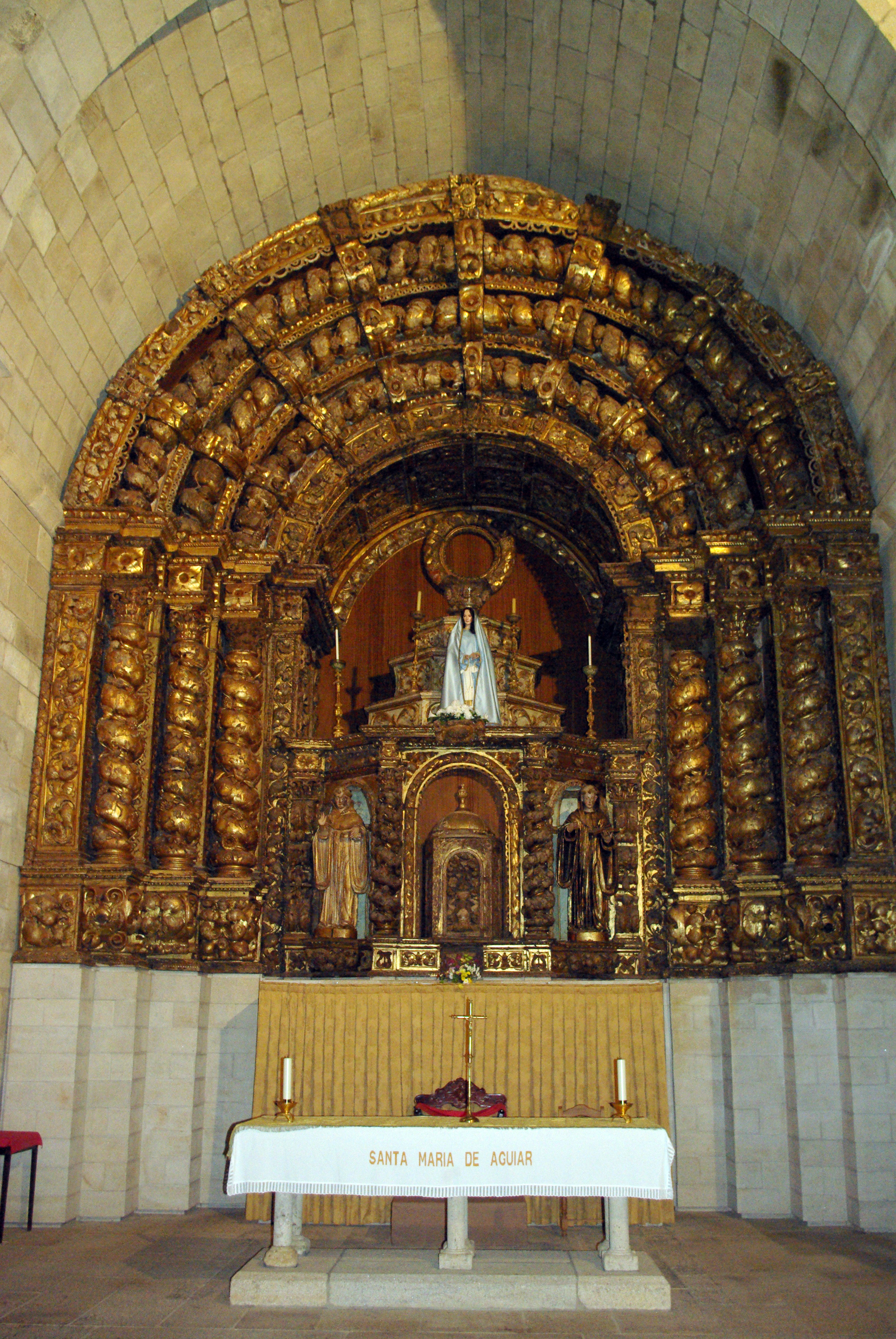
Le retable du chœur.
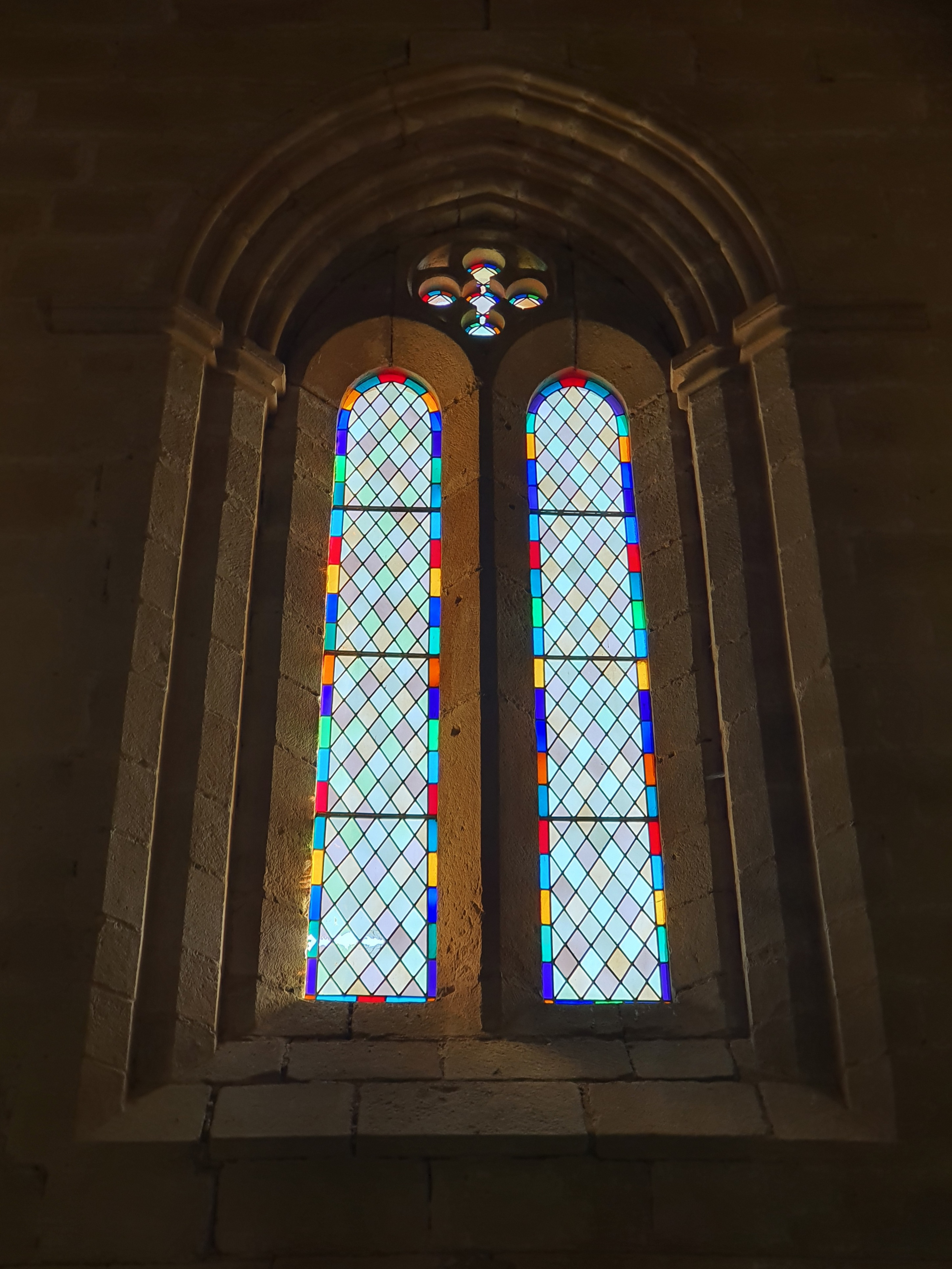
Une des verrières de l'édifice.
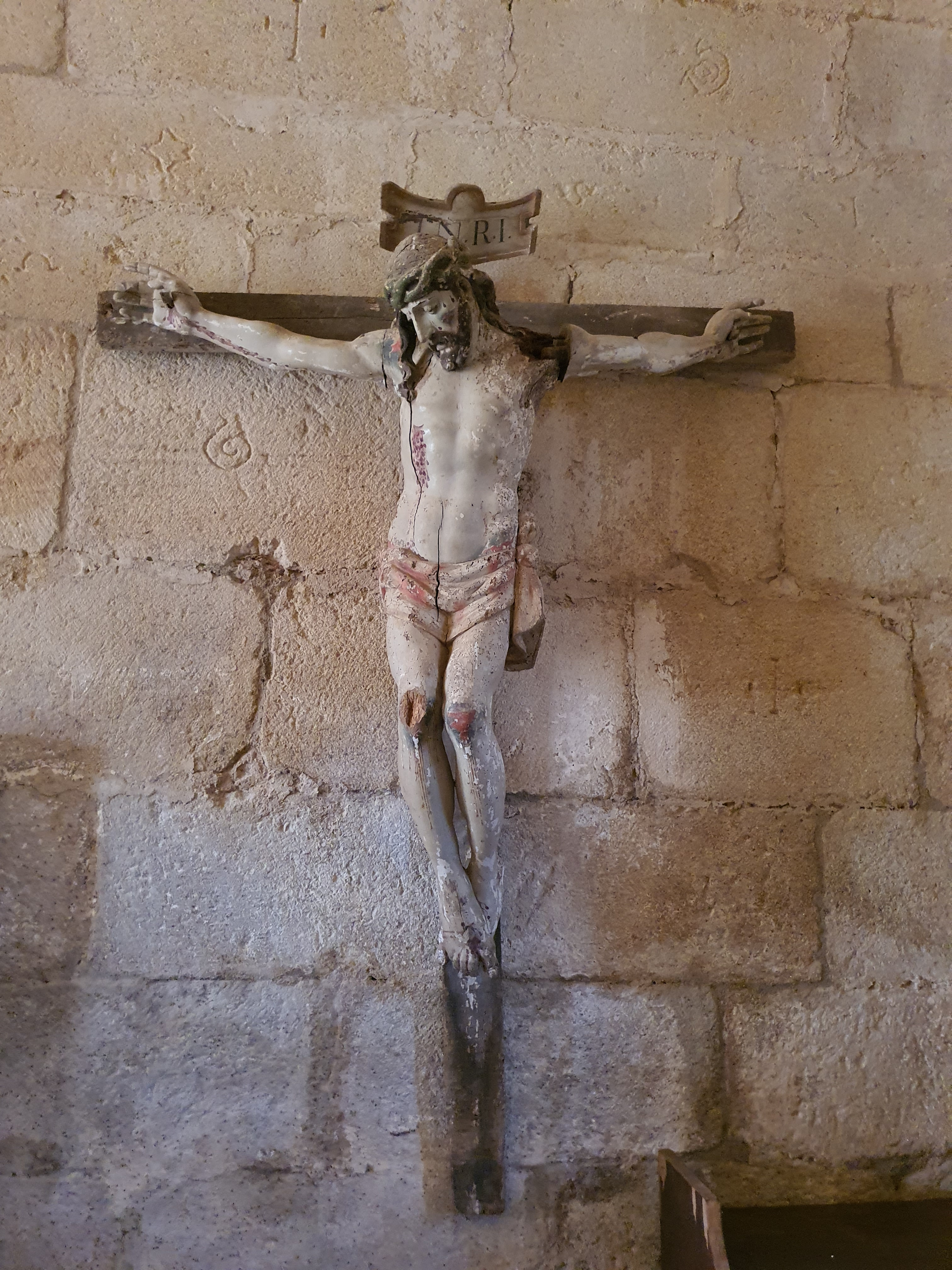
Un crucifix situé dans l'abbaye.

### Bâtiments conventuels
Le bâtiment des moines est situé au nord de l'église, dans l'alignement du bras du transept. Le cloître a disparu, mais la salle capitulaire a été conservée.

La décoration de l'église
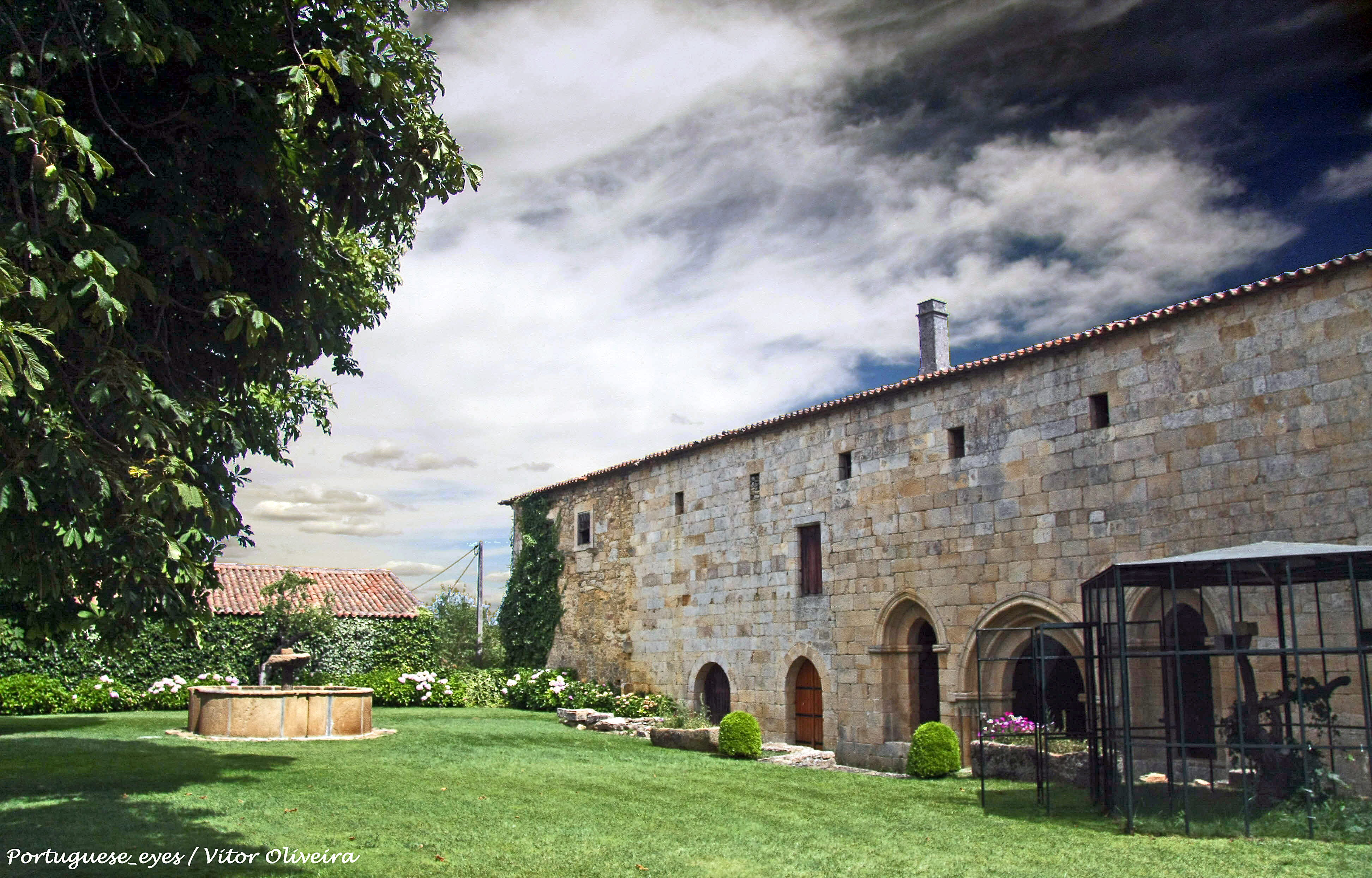
Le bâtiment des moines, ancienne aile orientale du cloître.
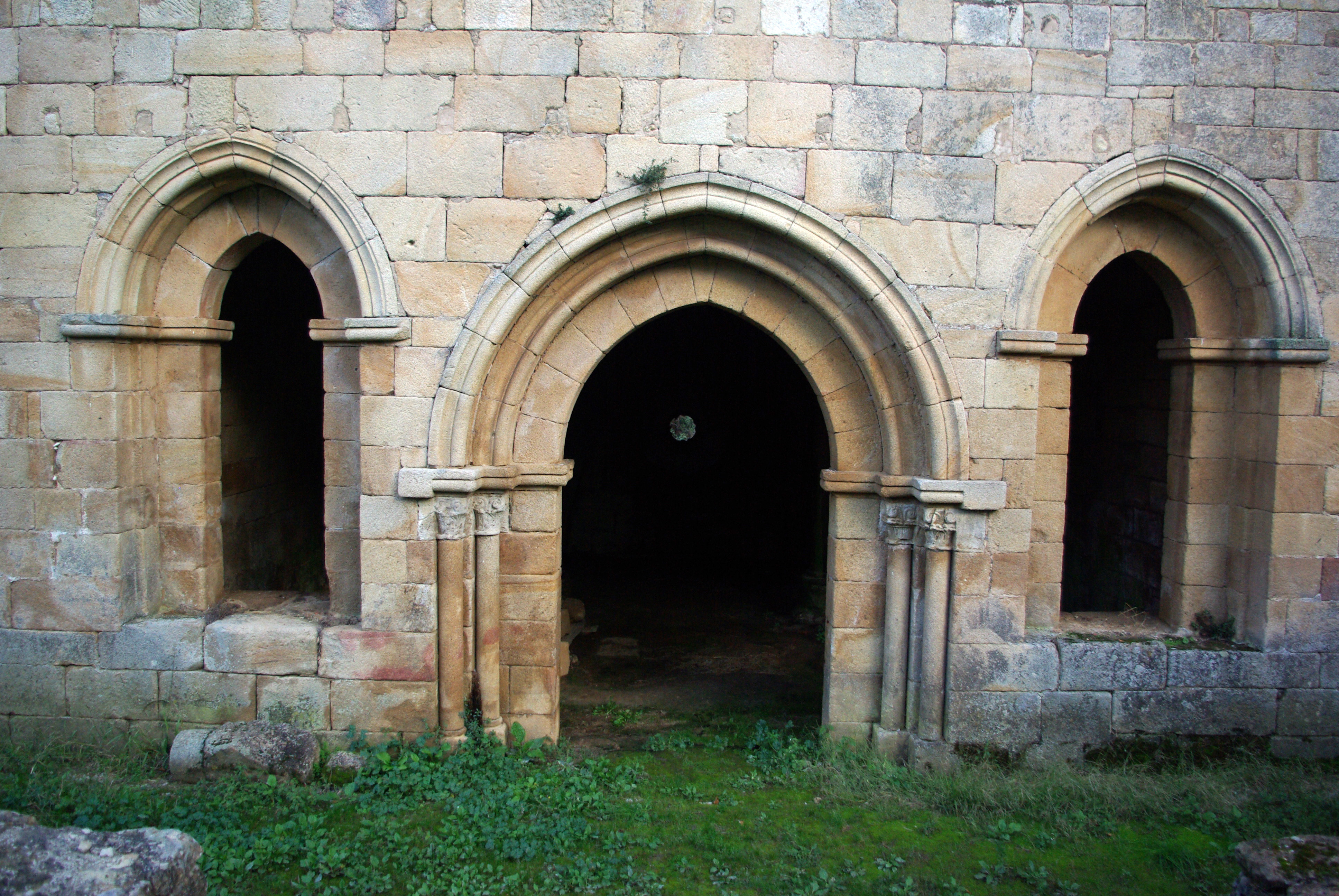
L'entrée de la salle capitulaire.
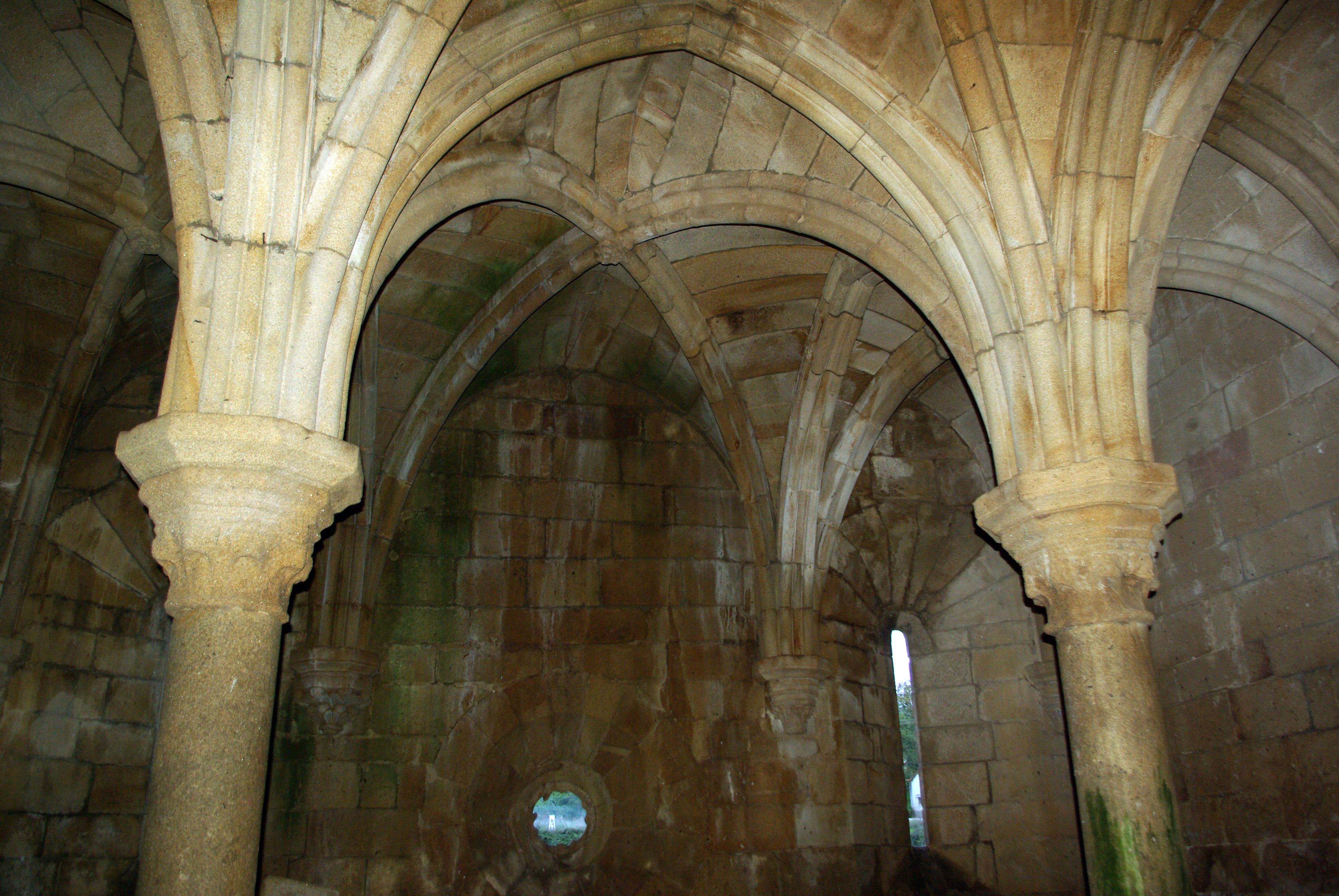
L'intérieur de la salle capitulaire.